# Singsittich

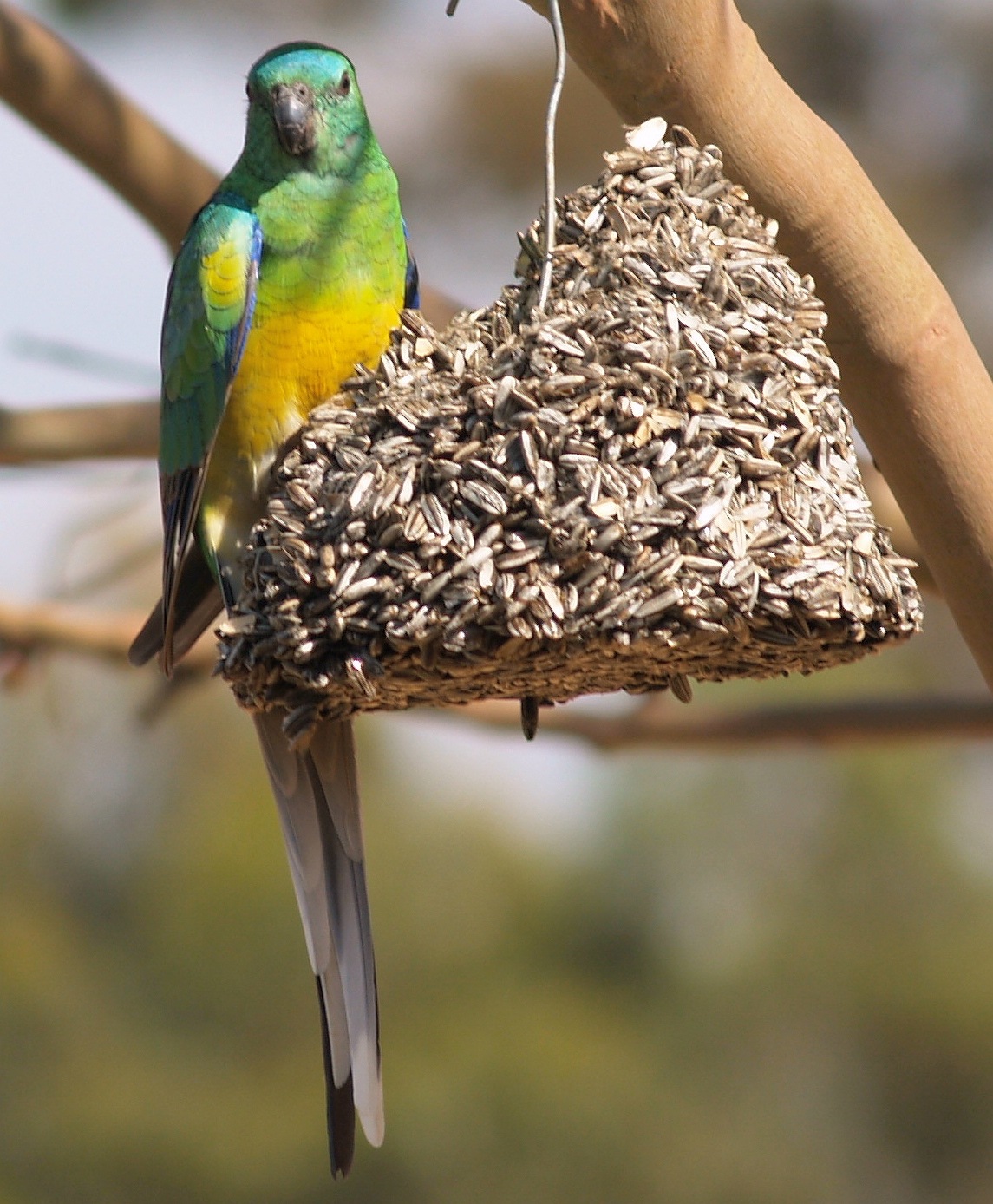
Singsittich, Männchen

Der Singsittich (Psephotus haematonotus) ist eine Papageienart aus der Gattung der Singsittiche (Psephotus) innerhalb der Familie der Eigentlichen Papageien (Psittacidae). Singsittiche kommen ausschließlich im Südosten Australiens vor. Ihr Verbreitungsgebiet ist dabei überwiegend das Landesinnere. Sie fehlen auf Tasmanien und den Inseln der Bass Strait. Die Art ist verbreitet und häufig und zählt zu den australischen Papageienarten, die ihr Verbreitungsgebiet ausdehnen. Sie sind dabei Nutznießer der Rodungen bei der Anlage neuer Agrarflächen.

## Erscheinungsbild
Der Singsittich erreicht eine Körperlänge von 27 Zentimetern und wiegt zwischen 50 und 85 Gramm. Es ist ein schlanker, mittelgroßer Papagei mit einer einheitlichen Rückenfärbung und einem langen, stufigen Schwanz. Wie für alle Arten der Gattung der Singsittiche besteht ein auffälliger Geschlechtsdimorphismus. 
Das Männchen des Singsittichs ist an Stirn, Vorderscheitel und unterer Wangenregion bläulich grün. Das übrige Kopfgefieder ist grün und geht an der Kehle sowie an der Brust in ein gelbliches Grün über. Die Wangenflecken sind nur unscharf abgegrenzt. Die Afterregion und die Unterschwanzdecke sind weiß. Bei einigen Individuen ist diese Körperpartie gelblich-grün überhaucht. Der Hinternacken sowie der Rücken und die Schirmfedern sind matt bläulich grün. Die Unterflügeldecken sowie der Flügelbug, die Handdecken und die Außenfahnen der Handschwingen sind violettblau. Dagegen ist die äußere mittlere Flügeldecke gelb und die innere mittlere Flügeldecke sowie die Armdecke blaugrün. Der Bürzel ist rot. Die Oberschwanzdecken sind leuchtend grün. Der Schnabel ist klein, schwarz und nicht so kräftig wie bei anderen Arten der Unterfamilie der Plattschweifsittiche. die Iris ist bräunlich grau. Die Beine sind gräulich Rosa.
Weibchen sind am Scheitel sowie auf der Körperoberseite matt grünlich oliv. Lediglich der Bürzel und die Oberschwanzdecken weisen ein leuchtendes Grün auf. Die Stirn, der Zügel sowie die Wangen sind grau bis blassoliv. Kehle und Oberbrust sind olivgrau. Der Schnabel ist dunkelgrau. Die Iris ist grau. 
Der Flug der Singsittiche ist gradlinig und verhältnismäßig schnell. Ähnlich wie Grassittiche legen Singsittiche Distanzen in sehr großer Flughöhe zurück, was für einen überwiegend auf dem Boden lebenden Vogel ungewöhnlich ist.

## Lebensraum
Singsittiche sind Vögel spärlich bewaldeter Regionen mit einem reichen Bestand an reifenden Gräsern und krautigen Pflanzen. Sie besiedeln bevorzugt Baumsavannen, Grasland mit vereinzelten Bäumen sowie offenes Mallee. Sie finden sich außerdem auf teilgerodetem Farmland und Weideland mit Resten von Baumbeständen. Sie meiden dagegen dichter bewaldete Lebensräume. 
Singsittiche haben sich auch urbanen Lebensräumen angepasst und können in Parks, Gärten sowie Sportplätzen mit großen Rasenflächen beobachtet werden. Wanderungen von Singsittichen sind beschrieben worden. Allerdings ist dies vorwiegend für den Teil der Population charakteristisch, die die Randgebiete des natürlichen Verbreitungsgebietes besiedeln. In den Zentren des Verbreitungsgebietes ist der Singsittich ein Standvogel.

## Verhalten
Singsittiche leben überwiegend von Grassamen und dem Samen krautiger Pflanzen. Sehr häufig gefressen werden von ihnen die unreifen Samenstände des Trauben-Reiherschnabels (Erodium botrys). Samen von Bäumen und Sträuchern spielt in ihrer Ernährung nur eine nachgeordnete Rolle. Sie nehmen aber grüne Pflanzenbestandteile zu sich. Eine große Rolle spielen dabei die Blätter verschiedener Distelarten. Sie fressen außerdem auch Blüten, Beeren und Früchte.
Singsittiche sind Höhlenbrüter. Der Schwerpunkt der Fortpflanzungszeit fällt von Ende Juli bis Januar. Allerdings sind Gelege aus allen Monaten des Jahres belegt, da sie nach ausgiebigen Regenfällen in den semiariden Bereichen ihres Verbreitungsgebietes sehr schnell zur Brut schreiten. Der Beginn der Fortpflanzungszeit ist von einer zunehmenden Streitigkeit um Bruthöhlen gekennzeichnet. Es können sich durchaus mehrere Nisthöhlen in einem Baum befinden. Die Paare verteidigen dann nur einzelne hohle Äste oder Stammabschnitte gegenüber ihren Artgenossen.
Das Gelege besteht gewöhnlich aus fünf Eiern. Die Nistgrundlage ist eine Schicht Holzmulm am Boden der Nisthöhle. Es brütet allein das Weibchen. Die Brutzeit beträgt 19 Tage. Das Männchen füttert während der Brutzeit das Weibchen.

## Belege